# Lalacelle
Lalacelle – miejscowość i gmina we Francji, w regionie Normandia, w departamencie Orne.
Według danych na rok 1990 gminę zamieszkiwało 251 osób, a gęstość zaludnienia wynosiła 19 osób/km² (wśród 1815 gmin Dolnej Normandii Lalacelle plasuje się na 640. miejscu pod względem liczby ludności, natomiast pod względem powierzchni na miejscu 312.).